# Ce que je sais (chanson)
Pour l'album, voir Ce que je sais.
Singles de Johnny Hallyday
Comme un roc
(1997) Debout
(1998)
Clip vidéo
[vidéo] « Ce que je sais », sur YouTube
Ce que je sais est une chanson de Johnny Hallyday, premier extrait de son album de 1998, Ce que je sais. Elle s'est classée à la 9e place des charts français en janvier 1998.

## Développement et composition
La chanson a été écrite par Pascal Obispo et Didier Golemanas. L'enregistrement a été produit par Pascal Obispo.
Le vidéo clip qui scénarise la chanson est réalisé par le cinéaste américain William Friedkin,.

## Liste des pistes
Single CD (1998, Mercury 562 895-2)
1. Ce que je sais (4:11)
2. Nos limites (3:18)[4]

## Classements
| Classement (1998)                       | Meilleure position |
| --------------------------------------- | ------------------ |
| Belgique (Wallonie Ultratop 50 Singles) | 16                 |
| France (SNEP)                           | 9                  |